# 도금 와이어 메모리
도금 와이어 메모리(plated-wire memory)는 1957년 벨 연구소가 개발한 자기코어 메모리의 변형이다. 이 메모리의 주요 장점은 기계로 조립할 수 있다는 것인데, 이는 거의 항상 손으로 조립했던 자기 코어보다 가격이 저렴할 수 있다는 것이다.
와이어에 개별 페라이트 코어를 꿰는 대신 도금 와이어 메모리는 철-니켈 합금(퍼멀로이)의 얇은 층으로 코팅된 와이어 그리드를 사용했다. 일반적으로 페라이트 코어에 저장되는 자기장은 대신 와이어 자체에 저장된다. 작동은 일반적으로 와이어 자체가 데이터 라인 역할을 하고 자기 도메인이 데이터 와이어의 양쪽에서(및 수직으로) 실행되는 주소(워드) 라인에 의해 정의된 개별 비트 위치를 제공하는 코어 메모리와 유사했다.
초기 버전은 파괴적인 읽기 모드에서 작동하여 데이터를 복원하려면 읽은 후 쓰기가 필요했다. 비파괴 읽기 모드가 가능했지만 이를 위해서는 훨씬 더 높은 자기 코팅 균일성이 필요했다.
반도체 RAM 칩의 개선으로 메인프레임 컴퓨터와 같은 대규모 애플리케이션에 필요한 더 높은 저장 밀도와 더 빠른 속도가 제공되어 코어 메모리와 도금 와이어 메모리를 모두 포함하는 이전 유형의 메모리를 대체했다.
도금 와이어 메모리는 일반적으로 항공우주 분야의 다양한 응용 분야에서 사용되었다. UNIVAC 1110 및 UNIVAC 9000 시리즈 컴퓨터, 화성에 착륙선을 보낸 바이킹 계획, 보이저 우주 탐사선, Minuteman-III의 프로토타입 유도 컴퓨터, 우주 왕복선 주 엔진 컨트롤러, KH-9 Hexagon 위성 정찰, 허블 우주망원경에서 사용되었다.